# Rocade de Bourges
 (avril 2020).
Si vous disposez d'ouvrages ou d'articles de référence ou si vous connaissez des sites web de qualité traitant du thème abordé ici, merci de compléter l'article en donnant les références utiles à sa vérifiabilité et en les liant à la section « Notes et références ».
La rocade de Bourges est une voie rapide qui permet de contourner la ville de Bourges d'ouest en est par le sud. Elle est composée de la route départementale 400 et de la route nationale 142.

## Description
La rocade de Bourges relie les différentes portes d'entrées dans la ville. Elle est entre chaque porte une route à accès réglementé mais sa conception fait d'elle une des rares rocades de France dont il est interdit sur la majeure partie des tronçons de doubler un véhicule. elle dispose sur sa partie Est et Nord-est de créneaux de dépassement qui permet quand même d'effectuer un dépassement sur une courte distance. La portion nord-est, contrairement à ce qui a été prévue initialement ne sera dotée aux différentes portes (porte de Saint-Germain du Puy) de pont dénivelé. Sa mise en circulation a été effectué le 17 juin 2015 avec une portion 2x2 voies.

## Histoire
Les premiers projets de contournement de la ville de Bourges ont vu le jour à partir des années 1970, dans le but de permettre aux automobiles et surtout aux camions d'éviter le centre ville.
Le premier tronçon fut la rocade sud, long de 9,5 kilomètres et inauguré en juin 1989. Elle relie le rond-point de l'échangeur A 71 au rond-point de la porte de Moulins. Puis fut construit le tronçon ouest d'une longueur de 10 kilomètres, ouvert en 1993 et reliant le rond-point de l'échangeur au rond-point de Saint-Doulchard. Le tronçon est, long de 5,5 km et qui a été ouvert en deux fois, une première en juin 2002, et le reste quelques mois plus tard en septembre de la même année. Cette dernière permet de relier la route de Dun et la rocade Sud à la route de La Charité et de rattacher l'est de la ville et Saint-Germain du Puys à l'autoroute A 71. Enfin, le tronçon nord-est ouvert depuis juin 2015 permet de relier le rond-point de la route de la charité à la route de Fussy. Elle a aussi pour but de désengorger la RD 151, aussi appelé "route des 4 vents" qui est aujourd'hui coupé en 2 par la rocade nord-ouest, la transformant en impasse.
L'aire de repos de la vallée de l'Yèvre, accessible dans les deux sens de circulation, est la seule aire de repos de la rocade de Bourges. Cette aire permet aux automobilistes de bénéficier d'une belle vue sur la cathédrale et sur la ville.
Actuellement, il reste plus que la rocade nord à réaliser pour relier la route de Paris au rond point de Saint-Doulchard nord et ainsi pouvoir boucler cette rocade. En effet, depuis le lundi 27 juin 2022, l'antépénultième tronçon restant est ouvert, reliant ainsi la D2076 à la D944.

## Itinéraire

### Route départementaleD400
- Carrefour giratoire entre D 400 et D 944 Porte d'Allogny : Orléans par RN, Salbris, Allogny, Saint-Eloy de Gy[1]
- D 400
- D 400
- Carrefour giratoire entre D 400, D 2076 et D 104 Porte de Vierzon : Saint-Doulchard-Z.I., Bourges, Vouzeron
- Début du tronc commun avec la D 2076
- Carrefour giratoire entre D 400 et D 2076 Porte de Vierzon : Mehun-sur-Yèvre, Vierzon
- D 400
- Carrefour giratoire entre D 400 et D 60 Porte de Berry-Bouy : Saint-Doulchard, Berry-Bouy
- Aire de repos de la Vallée de l'Yèvre (dans les deux sens)
- (bretelle d'entrée, sens Nord > Sud)
- Pont sur l'Yèvre
- Carrefour giratoire entre D 400 et D 23 Porte de Marmagne : Bourges-Vauvert, Bourges-Pierrelay, Marmagne, Sainte-Thorette
- Carrefour giratoire entre D 400 et D 16 Porte de La Chapelle-Saint-Ursin : La Chapelle-Saint-Ursin
- D 400
- Carrefour giratoire entre D 400 et N 151 Porte de Châteauroux : Saint-Florent-sur-Cher, Issoudun, Châteauroux

### Route nationaleN142
- Carrefour giratoire entre N 142 et N 151 Échangeur A71 : (Paris, Clermont), Bourges
- N 142
- Carrefour giratoire entre N 142 et D 73 Porte de Trouy : Bourges, Trouy, Châteauneuf-sur-Cher
- Carrefour giratoire entre N 142 et D 2144 Porte de Saint-Amand-Montrond : Bourges, Levet, Saint-Amand-Montrond, Guéret, Montluçon
- Carrefour giratoire entre N 142 et D 106 Porte de Plaimpied-Givaudins : Bourges, Plaimpied-Givaudins
- Porte de Moulins D 2076 : Bourges, Sancoins, Moulins
- : DGA Techniques terrestres
- Carrefour giratoire entre N 142 et D 976 Porte de Nevers : Bourges, Avord, Nevers
- Viaduc de Fenestrelay
- N 142
- Carrefour giratoire entre N 142 et N 151 Porte de Saint-Germain-du-Puy : Bourges, Saint-Germain-du-Puy, La Charité-sur-Loire, Auxerre

### Route départementaleD400
- Carrefour giratoire entre D 400 et N 151 Porte de Saint-Germain-du-Puy : Bourges, Saint-Germain-du-Puy, La Charité-sur-Loire, Auxerre
- D 400
- Pont sur le Langis
- Carrefour giratoire entre D 400 et D 402 Porte de Saint-Michel-de-Volangis : Saint-Michel-de-Volangis
- D 400
- Carrefour giratoire entre D 400 et D 940 Porte de Fussy : Fussy, Bourges, Fussy, Asnières-lès-Bourges